# 浙江大学航空航天学院
浙江大学航空航天学院（School of Aeronautics and Astronautics，SAA）是浙江大学的一个学院，于2007年1月21日成立，涵盖航空航天系和工程力学系，现属于工学部。其发源自1945年成立的航空工程学系。1952年全国院系调整后，浙大长期缺少航空航天系。

## 概况
学院设工程力学、飞行器设计与工程2个本科专业；拥有（含共建）10个二级学科博（硕）士点，有力学一级学科博士点和博士后流动站。
学院有1个国家重点学科、2个浙江省重点学科，以及国家工科基础课程力学教学基地、国家级力学实验教学示范中心。

## 师资力量
学院现有112名教学科研人员，其中23名教授、43名副教授。现有中国科学院院士杨卫和朱位秋教授，拥有1名国家“千人计划”入选者，1名教育部“长江学者奖励计划”特聘教授，5名国家杰出青年基金获得者，1名中国青年科技奖获得者，2名“百千万人才工程”国家级人选，1名浙江省特级专家，6名教育部新（跨）世纪优秀人才培养计划入选者，3名浙江大学求是特聘教授。
现任名誉院长为航天工程管理与测控技术专家、曾任中国载人航天工程副总指挥的沈荣骏院士。

## 研究机构
- 应用力学研究所
- 流体工程研究所
- 飞行器设计研究所
- 导航制导与控制研究所
- 空天信息技术研究所
- 航天电子工程研究所 （页面存档备份，存于）
- 推进技术研究所，正在建设中[1]